# Cerro Gordo (Añasco)
Cerro Gordo es un barrio ubicado en el municipio de Añasco en el estado libre asociado de Puerto Rico. En el Censo de 2010 tenía una población de 497 habitantes y una densidad poblacional de 84,68 personas por km².

## Geografía
Cerro Gordo se encuentra ubicado en las coordenadas 18°18′10″N 67°4′52″O / 18.30278, -67.08111. Según la Oficina del Censo de los Estados Unidos, Cerro Gordo tiene una superficie total de 5.87 km², que corresponden a tierra firme.

## Demografía
Según el censo de 2010, había 497 personas residiendo en Cerro Gordo. La densidad de población era de 84,68 hab./km². De los 497 habitantes, Cerro Gordo estaba compuesto por el 82.9% blancos, el 3.22% eran afroamericanos, el 0.2% eran amerindios, el 0.2% eran asiáticos, el 0.6% eran isleños del Pacífico, el 8.05% eran de otras razas y el 4.83% pertenecían a dos o más razas. Del total de la población el 99.4% eran hispanos o latinos de cualquier raza.